# Giuseppe Valentini
Giuseppe Valentini (på albanska känd under namnet Zef Valentini), född 1 juli 1900 i Padua i Veneto i Italien, död 16 november 1979 i Palermo i Sicilien i Italien, var en italiensk albanolog.
Som jesuitpräst studerade Giuseppe Valentini teologi. Han flyttade till Albanien för att ägna sig åt missionärsverksamhet där. Under andra världskriget var han professor i albansk litteratur vid universitetet i Palermo i Italien. Han var 1940 en av grundarna till Kungliga institutet för albanska studier som var föregångaren till Albaniens vetenskapsakademi. Han är författare av flera böcker om albansk historia, lagstiftning, numismatik och andlig konst.